# Franz I, Prinț de Liechtenstein
Franz I, Prinț de Liechtenstein, născut Franz de Paula Maria Karl August (n. 28 august 1853, Mödling, Austria Inferioară, Austria – d. 25 iulie 1938, Valtice⁠(d), Moravia de Sud⁠(d), Cehia), a fost Prinț suveran de Liechtenstein între 1929 și 1938. A fost al doilea fiu al lui Aloys al II-lea, Prinț de Liechtenstein și a soției acestuia, contesa Franziska Kinsky de Wchinitz și Tettau. Franz i-a succedat fratelui său mai mare, Johann al II-lea ca Prinț de Liechtenstein în 1929.
1. ↑  IdRef, accesat în 2 mai 2020